# El detective y la muerte
El detective y la muerte(1994) es una película española de Gonzalo Suárez perteneciente al cine negro y con tintes surrealistas. Está interpretada por Carmelo Gómez, Maria de Medeiros, Héctor Alterio, Charo López y Javier Bardem, quien consiguió por este papel una Concha de Plata al Mejor Actor en el Festival de San Sebastián.

## Desarrollo
La historia se desarrolla en una fría y turbulenta ciudad del norte de Europa, y cuenta como el viejo magnate G.M. (H. Alterio) con gran poder sobre la vida y la muerte de sus congéneres, no puede evitar su inminente fallecimiento y por ello le regala a su hija, con la que mantiene una relación incestuosa, un artilugio con el que se aparecerá  en forma de holograma una vez que haya muerto. Pero la hija lo que ansía es ver muerta a su madre, la Duquesa (Charo López) y para ello envía a un sicario (Carmelo Gómez). Pero la Duquesa no está desprotegida ya que el detective Cornelio (Javier Bardem) que está perdidamente enamorado de ella, intentará  salvarla. 

Está basada en un relato fantástico del escritor y poeta danés Hans Christian Andersen (el autor de gran parte de los cuentos infantiles del XIX). El relato Historia de una madre,  narraba las desventuras de una madre buscando al mismísimo Diablo para que le devolviera la vida a su hijo, recientemente fallecido. Este relato se ha llevado al teatro en varias  ocasiones y esta es la primera vez que se llevó al cine. 

La película aborda temas complejos como el incesto, la codicia, la lujuria y hasta las cuestiones paranormales. Según algunos críticos, aunque los temas tratados permiten una reflexión, la película naufraga debido, básicamente a su narrativa pedante pues “algunos diálogos son tan repelentes que crean rechazo.”

Para Vicente J. Benet la trama detectivesca conduce al descubrimiento de una verdad tremenda, dramática, ocurrida en el pasado y que está relacionada con los totalitarismos.

## Premios
Medallas del Círculo de Escritores Cinematográficos de 1994
| Categoría        | Persona       | Resultado |
| ---------------- | ------------- | --------- |
| Mejor fotografía | Carlos Suárez | Ganador   |

## Reparto
| Intérprete              | Personaje          |
| ----------------------- | ------------------ |
| Javier Bardem           | Detective          |
| Maria de Medeiros       | María              |
| Carmelo Gómez           | Hombre Oscuro      |
| Héctor Alterio          | G.M.               |
| Charo López             | Duquesa            |
| Mapi Galán              | Laura              |
| Francis Lorenzo         | D. Luis            |
| Paulina Gálvez          | Ofelia             |
| Myriam de Maeztu        | Rosa               |
| Jerzy Bonczak           | Hombre Tiburón     |
| Miroslaw Zbrojewicz     | Skin-Head 1        |
| Grzegorz Emanuel        | Skin-Head 2        |
| Andrzej Zarnecki        | Padre              |
| Katarzyna Bargielowska  | Enfermera          |
| Ethel Szul              | Enfermera          |
| Marek Walczewski        | Hombre de Plástico |
| Eugeniusz Priwieziencew | Vecino             |
| Ryszard Marciniewski    | Regidor            |